# Tra me e me
Tra me e me è il 13° album in studio di Pierangelo Bertoli, pubblicato nel 1988.

## Descrizione
Il disco apre con il brano Tra me e me, una canzone dove l'autore, lo stesso Bertoli, descrive un momento buio della sua vita.

## Tracce
Testi e musiche di Pierangelo Bertoli, tranne dove è diversamente indicato.
1. Tra me e me – 4:29
2. Fiato corto – 4:00 (musica: G.Monti)
3. Tu sei lontana – 4:13 (testo: Bertoli-Brandolini – musica: Bertoli-Brandolini)
4. Colgo una stella – 4:21 (musica: G.Borrelli)
5. Tra gli alberi – 4:27 (musica: S.Melone-E.Feliciati)
6. Sogni di rock 'n' roll – 4:32 (Luciano Ligabue)
7. Borsa nuova – 3:22
8. Meglio così – 3:32 (musica: S.Melone-E.Feliciati)
9. La tua faccia migliore – 3:50 (musica: S.Melone-E.Feliciati)
10. Aspettando te – 2:55
11. Cantando – 3:50

## Formazione
- Pierangelo Bertoli – voce
- Stefano Melone – tastiera
- Paolo Costa – basso
- Gabriele Monti – chitarra
- Roberto Colombo – tastiera
- Andrea Fornili – chitarra
- Mauro Gherardi – batteria
- Roberto Melone – basso
- Daniele Tedeschi – batteria
- Antonello Aguzzi – tastiera, pianoforte, organo Hammond
- Vittorio Cosma – tastiera
- Stefano De Carli – chitarra
- Enzo Feliciati – tastiera, tromba
- Feiez – sassofono baritono
- Fabio Treves – armonica
- Antonella Melone, Antonella Pepe, Fawzia Selama, Betty Vittori – cori